# Phyllodoce modesta
Phyllodoce modesta is een borstelworm uit de familie Phyllodocidae. Het lichaam van de worm bestaat uit een kop, een cilindrisch, gesegmenteerd lichaam en een staartstukje. De kop bestaat uit een prostomium (gedeelte voor de mondopening) en een peristomium (gedeelte rond de mond) en draagt gepaarde aanhangsels (palpen, antennen en cirri).
Phyllodoce modesta werd in 1866 voor het eerst wetenschappelijk beschreven door Armand de Quatrefages.